# Zhuge
Zhuge ist ein seltener, zweisilbiger chinesischer Familienname.
Die Zhuge-Familie (chinesisch 諸葛 / 诸葛, Pinyin Zhūgě) war eine chinesische Sippe, die vor allem zur Zeit der drei Reiche wichtige Vertreter hatte. Die berühmtesten sind wohl der Shu-Premier Zhuge Liang und der Wu-Premier Zhuge Jin. Sie lenkten die Politik ihrer Staaten so, dass beinahe ununterbrochen Friede zwischen ihnen bestand.

## Stammbäume

### Vorfahren
- Zhuge Feng (diente der Westlichen Han-Dynastie)

### Stammbaum der großen Minister
Die berühmtesten Vertreter der Zhuge-Familie sind fett markiert.
- Zhuge Gui
  - Zhuge Jin
    - Zhuge Ke
      - Zhuge Zhuo
      - Zhuge Song
      - Zhuge Jian

    - Zhuge Qiao
    - Zhuge Rong

  - Zhuge Liang
    - Zhuge Qiao (adoptiert)
      - Zhuge Pan
        - Zhuge Xian

    - Zhuge Zhan
      - Zhuge Shang
      - Zhuge Jing

  - Zhuge Jun
- Zhuge Xuan

### Andere Vertreter
Diese Liste zählt historisch aufgezeichnete Vertreter der Zhuge-Familie dar, die nicht direkt mit Zhuge Liang und Zhuge Jin verwandt sind.
- Zhuge Dan (General der Wei-Dynastie)
  - eine Tochter (heiratete Sima Zhou, den Sohn Sima Yis)
  - Zhuge Qing
    - Zhuge Yi
    - Zhuge Hui

- Zhuge Xu (diente der Wei- und Jin-Dynastie)
  - Zhuge Guang (diente der Jin-Dynastie)
  - Zhuge Chong (diente der Jin-Dynastie)
    - Zhuge Quan (diente der Jin-Dynastie)
    - Zhuge Wan (Konkubine von Sima Yan)
    - Zhuge Gui (diente der Jin-Dynastie)

- Zhuge Qian (General der Wei-Dynastie)

- Zhuge Yuan (Wei-Gouverneur von Xinxing)

- Zhuge Zhang (diente der Wei-Dynastie)

- Zhuge Bo (diente der Wu-Dynastie)

- Zhuge Zhi (diente der Wu-Dynastie)